# Chvrches
Chvrches (de vegades estilitzat com CHVRCHES o CHVRCHΞS) és una formació de synthpop escocesa, formada el 2011. El grup està format per Lauren Mayberry (veu, sintetitzadors i samplers addicionals), Iain Cook (sintetitzadors, guitarra, baix, veu) i Martin Doherty (sintetitzadors, samplers, veu). Chvrches va arribar al cinquè lloc de la llista Sound of 2013 de la BBC que recomana els nous talents musicals més prometedors. La banda, abans de la seva formació, practicava realitzant demos de les cançons, escrites majoritàriament per Doherty. Després del seu acord, Chvrches es va formar definitivament el 2011. El març de 2013 van llançar Recover EP. El seu àlbum debut The Bones of What You Believe va ser publicat el 20 de setembre de 2013.
Dos anys més tard, el 25 de setembre de 2015, el grup va llançar el seu segon àlbum, Every Open Eye, que va comptar amb més instrumentació després d'haver estat actualitzat al seu estudi de gravació. Tant el primer com el segon àlbum van ser aclamats per la crítica, rebent elogis per reinventar el gènere del synthpop i del pop electrònic. El seu tercer àlbum Love Is Dead, va sortir a la venda el 25 de maig de 2018.

## Història

### Començament (2011–2012)
Anteriorment, Lauren Mayberry havia sigut membre de les bandes Boyfriend/Girlfriend i Blue Sky Archives. Lauren Mayberry va fer una formació de bateria, es va graduar en dret i va realitzar un màster en periodisme. Cook era membre d’Aereogramme i The Unwinding Hours i també va escriure música per a pel·lícules i programes de televisió. Doherty era un membre viu de The Twilight Sad. Segons Mayberry, "Iain i Martin van anar a la universitat junts perquè es coneixen des de feia molt de temps". La banda va començar l'octubre de 2011 com un projecte entre els amics d'Iain Cook i Martin Doherty. Cook ja coneixia Lauren Mayberry de treballar amb Blue Sky Archives i li va proposar ser vocalista de la banda.
Chvrches te influència d'artistes com Prince, Tubeway Army, Robyn, Depeche Mode, Kate Bush, Cocteau Twins, Michael Jackson, Whitney Houston i Laurie Anderson. La banda escriu, grava i barreja en un estudi de Glasgow, que es troba sota terra.
En el maig de 2012, van llançar la cançó "Lies". Aquell any, Chvrches va fer una gira amb Passion Pit, com a teloners dels seus concerts i també va fer la seva gira pel seu compte. "Lies" es va classificar en el número 28 de les millors cançons de NME del 2012. Chvrches també va ocupar el cinquè lloc de la llista de la BBC Sound of 2013.

### The Bones of What You Believe (2013–2014)
The Bones of What You Believe és l'àlbum de debut de la banda, publicat el 20 de setembre de 2013 per Virgin Records i Goodbye Records. Gravat entre el 2011 i el 2013 a Glasgow, l'àlbum va ser escrit i produït per tots els membres de la banda. Va sortir al mercat una edició estàndard de 12 pistes i una versió especial de 18 pistes, aquesta darrera incloent dues cançons addicionals, dues remescles i dues gravacions en directe. L'àlbum va debutar a una festa de llançament transmesa en directe per la plataforma de música Boiler Room.
El títol de l'àlbum deriva de la lletra de la cançó "Strong Hand"; segons la vocalista Lauren Mayberry, es refereix a la "creativitat i l'esforç" que va servir per a donar la forma final de l'àlbum. Musicalment, The Bones of What You Believe és principalment un àlbum de pop electrònic i indie que incorpora altres influències de la música dels vuitanta.
The Bones of What You Believe va rebre l'aclamació de la crítica, destacant la composició i interpretació vocal de Mayberry i l'ús de sintetitzadors i bucles vocals de l'Iain Cook i en Martin Doherty. L’àlbum va vendre 12.415 còpies al Regne Unit en la seva primera setmana. També va ser un èxit a Austràlia, Irlanda, Estats Units, a Àustria i el Canadà. En el setembre de 2015, l'àlbum havia venut 120.318 còpies al Regne Unit i 184.000 còpies als Estats Units. L'àlbum va ser considerat el 180è millor àlbum de 2010, segons Pitchfork.
El disc va generar set singles: "The Mother We Share", "Recover", "Gun", "Lies", "We Sink", "Under the Tide" i "Tether".

### Every Open Eye (2015)
Chvrches va començar a treballar en el seu segon àlbum el gener de 2015; sis setmanes després de tornar de la gira de promoció del seu anterior àlbum, The Bones of What You Believe.
Després de guanyar prou diners amb les vendes del seu àlbum debut, el qual va aconseguir el top ten en la UK Albums Chart i el número 12 en el Billboard 200, Chvrches va poder gravar el seu segon àlbum en un estudi amb millors instal·lacions.
El trio va escriure inicialment un instrumental de cada cançó; Mayberry s'encarregaria de l'elaboració de la lletra i posteriorment es solidificaria tot en una demo. Durant el procés de creació de l'àlbum, la banda va arribar a escriure una trentena de temes durant cinc mesos, gravant vint pistes en total.
La banda es va negar a acceptar l'ajuda d'altres lletristes per a l'escriptura de l'àlbum. Doherty va explicar: "Durant el procés de creació de l'àlbum, un grup de gent es va oferir a escriure amb nosaltres, però volíem ser una banda de veritat". Cook va assenyalar que volien que el disc "sonés i fos espontani".9 "Clearest Blue", la dissetena pista gravada per l'àlbum, "va arribar a definir com sonaria la resta de l'àlbum". Segons Doherty, la cançó era "gran, feliç i trista, com un petard". El grup va determinar democràticament quins temes s'acabarien incluent en l'àlbum, mostrant desacord sobre la inclusió d'"Afterglow", l'última pista d'Every Open Eye.
En l'últim dia de gravació del disc, el procés d'aquesta mateixa cançó es va alentir, eliminant la pista de bateria i tornant a gravar la pista vocal.11 Les veus van ser gravades d'una sola vegada, deixant diversos sorolls de fons a la cançó. Doherty va prendre la decisió de deixar aquesta pista per posar punt final a l'àlbum. Les primeres cançons de l'àlbum van ser presentades el 15 de juliol de 2015 a l'Ottawa Bluesfest. Allà van tocar les cançons "Clearest Blue", "Leave a Trace" i "Make Them Gold".
El 17 de juliol d'aquell any, la banda va llançar el seu primer senzill, "Leave a Trace". Aquest mateix dia es va revelar el títol de l'àlbum (Every Open Eye), la data de llançament, la coberta i el llistat de cançons. La revista Rolling Stone va classificar «Leave a Trace» en la llista de les millors cançons de finals de 2015.
Els següents senzills llançats per la banda van ser: "Never Ending Circles" (el 12 d'agost de 2015), "Clearest Blue" (publicat el 10 de setembre de 2015) i "Empty Threat" (tret el 19 d'octubre de 2015).

### Love is Dead (2016–actualitat)
Després de publicar l'album Every Open Eye, a l'any 2016 van llançar la cançó "Warning Call" pel videojoc Mirror 's Edge Catalyst i van publicar una nova versió de la cançó "Bury It" amb la col·laboració de Hayley Williams, vocalista de Paramore.
La banda va començar a treballar en l'àlbum Love Is Dead el 7 de febrer de 2017, a Los Ángeles. Greg Kurstin va ser confirmat com a productor de l'àlbum el 12 de desembre, quan s'estava a punt d'acabar la gravació del disc. Segons un article de The Independent, la banda va optar per temes molt més universals en lloc de temes més introspectius com en els dos àlbums anteriors.
El senzill principal de l'àlbum, "Get Out", es va estrenar a BBC Ràdio 1 el 31 de gener de 2018, on Annie Mac el va incloure a la secció The Hottest Record in the World."My Enemy", la segona cançó extreta de l'àlbum, compta amb la col·laboració del cantant nord-americà de The National, Matt Berninger, estrenant-se a través de l'emissora Beats 1 el 28 de febrer, l'endemà de revelar-se la llista de cançons de l'àlbum. El tercer senzill de l'àlbum va ser "Never Say Die", llançat el 29 de març. Dies després es va publicar el quart tema del disc, "Miracle". Va ser l'única gravada íntegrament al Regne Unit.
En el març del 2018 la banda va revelar que pels seus concerts de la gira de l'àlbum Love Is Dead comptarien amb un bateria, en Jonny Scott, que havia tocat anteriorment amb grups com The Kills.
En el març de 2019, la banda col·labora amb l'artista Marshmello en el tema "Here with Me".
L'octubre del 2019, la banda va llançar la cançó original "Death Stranding" com a senzill principal de l'àlbum Death Stranding: Timefall pel videojoc del mateix títol del 2019. Chvrches va interpretar la cançó amb l'orquestra Game Awards a l'obertura de la cerimònia de The Game Awards 2019.

## Membres del grup[1]
- Iain Cook – Sintetitzadors, piano, guitarra, baix, veu (2011-actualitat)

- Martin Doherty – Sintetitzadors, samplers, veu (2011-actualitat)
- Lauren Mayberry – Veu principal, bateria, percussió i sintetitzadors addicionals (2011-actualitat)
- Jonny Scott – Bateria, percussió (2018-actualitat)[36]

## Gires
Quan Chvrches toca en directe, Mayberry canta quasi totes les cançons i, a vegades, toca els sintetitzadors i els samplers. També va tocar la bateria a la gira del segon àlbum, Every Open Eye, en cançons com "Playing Dead", "Empty Threat" i "Under the Tide". Cook toca els sintetitzadors, la guitarra, el baix i també fa les segones veus; Doherty toca els sintetitzadors i els samplers, i també realitza les segones veus i, a vegades, és el vocalista principal d'alguna cançó. A la gira del 2018 van afegir a en Jonny Scott a la bateria.
Han realitzat gires a escala mundial i són molt actius en el circuit de festivals, incloent-hi festivals com l'Austin City Limits Music Festival, el Bonnaroo, el Coachella, el Dia de los Deftones, l'Electric Castle, l'Electric Picnic, el Field Day, el Firefly Music Festival, el Glastonbury, The Great Escape, el Lollapalooza, el Longitude, l'Osheaga, el Pitch Festival, el Pukkelpop, el SXSW, el Sziget Festival, el T in the Park, el TRNSMT i el V Festival, entre d'altres.
Han sigut teloners de diversos grups com Chew Lips, School of Seven Bells, Passion Pit, Two Door Cinema Club. També van ser teloners de la gira de Depeche Mode en el 2013 a Nimes (el 16 de juliol), Milà (el 18 de juliol), Praga (el 23 de juliol) i Varsòvia (el 25 de juliol).
A Catalunya, Chvrches ha tocat al festival Primavera Sound del 2014 i del 2018 i a la Sala Apolo, l'11 de setembre de 2014. A la resta d'Espanya, Chvrches ha anat a altres festivals com el DCODE (2014) i el Paraíso Festival (2019) de Madrid, el Bilbao BBK Live de Bilbao (2016) i el SOS 4.8 de Múrcia (2016). 

## Ús de les cançons als mitjans[74]
| Llista de cançons de Chvrches utilitzades en diverses produccions (Televisió, Videojocs...) | Llista de cançons de Chvrches utilitzades en diverses produccions (Televisió, Videojocs...) | Llista de cançons de Chvrches utilitzades en diverses produccions (Televisió, Videojocs...) | Llista de cançons de Chvrches utilitzades en diverses produccions (Televisió, Videojocs...) |
| ------------------------------------------------------------------------------------------- | ------------------------------------------------------------------------------------------- | ------------------------------------------------------------------------------------------- | ------------------------------------------------------------------------------------------- |
| Cançó                                                                                       | Producció                                                                                   | Tipus                                                                                       |                                                                                             |
| "We Sink"                                                                                   | FIFA 14                                                                                     | Videojoc                                                                                    |                                                                                             |
| "Under the Tide"                                                                            | Gran Turismo 6 / Mr. Robot                                                                  | Videojoc / Televisió                                                                        |                                                                                             |
| "The Mother We Share"                                                                       | Forza Horizon 2                                                                             | Videojoc                                                                                    |                                                                                             |
| "Recover (Cid Rim Remix)"                                                                   | Grand Theft Auto V                                                                          | Videojoc                                                                                    |                                                                                             |
| "Science/Visions"                                                                           | CSI: Crime Scene Investigation / The 100                                                    | Televisió                                                                                   |                                                                                             |
| "Forever"                                                                                   | Élite                                                                                       | Televisió                                                                                   |                                                                                             |
| "We Sink"                                                                                   | Awkward / Lovesick                                                                          | Televisió                                                                                   |                                                                                             |
| "Really Gone"                                                                               | Supergirl                                                                                   | Televisió                                                                                   |                                                                                             |
| "Gun"                                                                                       | Grey's Anatomy                                                                              | Televisió                                                                                   |                                                                                             |
| "Lies"                                                                                      | Banana                                                                                      | Televisió                                                                                   |                                                                                             |
| "ZVVL"                                                                                      | Lucifer / How To Get Away With Murder                                                       | Televisió                                                                                   |                                                                                             |
| "Bela Lugosi's Dead"                                                                        | Vampire Academy                                                                             | Pel·lícula                                                                                  |                                                                                             |
| "Dead Air"                                                                                  | The Hunger Games: Mockingjay - Part 1                                                       | Pel·lícula                                                                                  |                                                                                             |
| "Get Away"                                                                                  | Drive                                                                                       | Pel·lícula                                                                                  |                                                                                             |
| "Warning Call"                                                                              | Mirror's Edge Catalyst                                                                      | Videojoc                                                                                    |                                                                                             |
| "Bury It"                                                                                   | Forza Horizon 3                                                                             | Videojoc                                                                                    |                                                                                             |
| "Never Say Die"                                                                             | Forza Horizon 4                                                                             | Videojoc                                                                                    |                                                                                             |
| "Clearest Blue"                                                                             | Forza Horizon 3 / The Politician                                                            | Videojoc / Televisió                                                                        |                                                                                             |
| "Miracle"                                                                                   | Legacies / The Bold Type / 9-1-1 / Runaways                                                 | Televisió                                                                                   |                                                                                             |
| "My Enemy (feat. Matt Berninger)"                                                           | Baby                                                                                        | Televisió                                                                                   |                                                                                             |
| "Graves"                                                                                    | Baby                                                                                        | Televisió                                                                                   |                                                                                             |
| "Death Stranding"                                                                           | Death Stranding: Timefall                                                                   | Videojoc                                                                                    |                                                                                             |

## Discografia
Àlbums d'estudi
- The Bones of What You Believe (2013)
- Every Open Eye (2015)
- Love is Dead (2018)
- Screen Violence (2021)

EP
- Recover EP (2013)
- EP (2013)
- Gun (Remixes) (2013)
- Under the Tide EP (2014)
- Hansa Session (2018)[82]

Senzills
- "The Mother We Share" (2012)[83]
- "Recover" (2013)
- "Gun" (2013)
- "The Mother We Share" (re-llançament) (2013)
- "Lies" (2013)[84]
- "We Sink" (2014)[85]
- «Under the Tide" (2014)[86]
- "Dead Air" (2014)[79]
- "Get Away" (2014)[80]
- "Tether" (vs. Eric Prydz) (2015)[87]
- "Leave a Trace" (2015)[88]
- "Never Ending Circles" (2015)[26]
- "Clearest Blue" (2015)[25]
- "Empty Threat" (2015)[27]
- "Warning Call" (2016)[89]
- "Bury It" (amb Hayley Williams) (2016)[90]
- "Get Out" (2018)[91]
- "My Enemy" (amb Matt Berninger) (2018)[92]
- "Never Say Die" (2018)[93]
- "Miracle" (2018)[94]
- "Out of My Head" (amb Wednesday Campanella) (2018)[95]
- "Here with Me" (Marshmello amb Chvrches) (2019)[96]
- "Death Stranding" (2019)[81]

## Premis i nominacions
| Any  | Organització                        | Premi                                                   | Resultat  |
| ---- | ----------------------------------- | ------------------------------------------------------- | --------- |
| 2012 | BBC Sound of 2013                   | Sound of 2013 (So del 2013)                             | Cinquè    |
| 2012 | Rober Awards Music Poll             | Artista Més Prometedor                                  | Nominat   |
| 2013 | Rober Awards Music Poll             | Millor Artista Pop                                      | Nominat   |
| 2013 | Rober Awards Music Poll             | Artista Innovador                                       | Guanyador |
| 2013 | South by Southwest                  | Premi Grulke inaugural                                  | Guanyador |
| 2013 | Popjustice £20 Music Prize          | Millor Single de Pop Britànic per "The Mother We Share" | Guanyador |
| 2014 | A2IM Libera Awards                  | Artista Innovador de l'Any                              | Guanyador |
| 2014 | The SAY Awards                      | Àlbum Escocès de l'Any                                  | Nominat   |
| 2014 | NME Awards                          | Millor Banda Nova                                       | Nominat   |
| 2015 | Millor Banda Britànica              | Nominat                                                 |           |
| 2015 | Brit Awards                         | Revelació Britànica                                     | Nominat   |
| 2016 | The SAY Awards                      | Àlbum Escocès de l'Any                                  | Nominat   |
| 2018 | iHeartRadio Much Music Video Awards | Millor Artista o Grup de Rock Alternatiu                | Nominat   |
| 2018 | Best Art Vinyl                      | Millor Disseny de Vinil per Love is Dead                | Nominat   |
| 2019 | Sweden GAFFA Awards                 | Millor Banda Estrangera                                 | Nominat   |
| 2019 | The SAY Awards                      | Àlbum Escocès de l'Any                                  | Nominat   |